# 7355 Bottke
A 7355 Bottke (ideiglenes jelöléssel 1995 HN2) a Naprendszer kisbolygóövében található aszteroida. A Spacewatch projekt keretében fedezték fel 1995. április 25-én.